# Abdul Haszib
Abdul Haszib Logari (Lugar tartomány, Afganisztán – 2017. április 27., Mohmand völgy, Afganisztán) afgán iszlamista milicista volt, az Iszlám Állam Horászán Provinciájának a vezetője.

## Élete
Afganisztán Lugar tartományában született, becslések szerint harmincas éveinek közepén járhatott halálakor. Régebben az afgán tálibok  parancsnoka volt.

### Iszlám neveltetés
Pakisztánban, Pesavarban járt szemináriumra, mely a Jamaat al Dawa al Quran ellenőrzése alatt állt. Kezdetben Jamil al-Rahman fia, Haji Inyat ur Rehman vezette Jamia Imam Bukhari tanulója volt, majd szintén Pesavarvban az Abu Mohammad Aminullah Peshawari vezette Ganj madrassz tanítványa lett.

## 2017-es achini rajtaütés
Az Iszlám Állam vezetője lett Afganisztánban, mivel elődje Hafiz Saeed Khan meghalt 2016. július 12-én, egy amerikai drón támadás következtében. Abdul Haszib volt a felelős több támadás szervezéséért, beleértve a március 8.-i Kabuli Nemzeti Katonai Kórházat, amelyben megöltek több tucat orvost és a beteget. A halottak és sebesültek száma meghaladta a 100 főt.
2017. április 27-én az amerikai 75. Ezred 3. Zászlóaljának 50, speciálisan kiképzett harcosa valamint 40 afgán kommandós rajtaütést szerveztek Nangarhar tartomány Achin körzetében a Mohmand-völgyben, hogy elkapják a társai körében lévő Haszibet. A harcok három órán át tartottak, miközben az USA két katonáját megölték, egy harmadikat pedig könnyebben megsebesítettek. Az USA vizsgálja, hogy a halált esetleg baráti tűz okozta.
Az USA állítása szerint 35 ISIL-harcost és több magas rangú katonai vezetőt megöltek, és már ekkor gyanították, hogy Haszib köztük lehet. Az Iszlám Állam szerint 100 civil is meghalt vagy megsebesült az USA-nak a rajtaütés előtt illetve után végrehajtott légi támadásában.
2017. május 8-án az USA megerősítette, hogy Haszib meghalt a támadásban. Így az amerikaiak az afganisztániakkal közösen 9 hónap alatt az Iszlám Állam két legjelentősebb helyi vezetőjét ölték meg Afganisztánban.